# Gary Lineker's Superstar Soccer
Gary Lineker's Superstar Soccer is een videospel dat werd ontwikkeld door SportTime en uitgegeven door Mindscape. Het spel is een ombouw van het hockeyspel Superstar Ice Hockey dat door dezelfde programmeurs is gemaakt. Het kwam in 1987 uit voor verschillende platforms. Het spel is een voetbalspel. De bal blijft dicht bij de speler en de speler kan schieten, passen, koppen en omhalen. Een wedstrijd duurt tussen 6 en 90 minuten. Met de cassette versie kan een losse wedstrijd worden gespeeld en met de diskette versie een volledig seizoen. Het spel bevat 64 Engelse teams die zijn opgedeeld in 4 divisies van 16 teams. Een seizoen duurt 7 of 15 wedstrijden.

## Ontvangst
| Beoordeeld door                       | Jaar | Platform     | Score |
| ------------------------------------- | ---- | ------------ | ----- |
| ACE (Advanced Computer Entertainment) | 1988 | Commodore 64 | 74%   |
| Tilt                                  | 1988 | Commodore 64 | 65%   |
| Power Play                            | 1988 | Amstrad CPC  | 65%   |
| Power Play                            | 1987 | Commodore 64 | 60%   |
| Your Sinclair                         | 1988 | ZX Spectrum  | 60%   |
| Happy Computer                        | 1988 | Commodore 64 | 60%   |
| ACE (Advanced Computer Entertainment) | 1988 | ZX Spectrum  | 42%   |
| ASM (Aktueller Software Markt)        | 1987 | Commodore 64 | 28%   |